# Disney Channel (Evropa)
Disney Channel je dětská televizní stanice vlastněná Disney-ABC Television Group vysílající v Česku, Maďarsku, Rumunsku, Bulharsku a dalších zemích. Původně stanice nesla název Fox Kids, poté Jetix.
Disney Channel Centrální Evropa je vysílání v Česku, Maďarsku a Slovensku.
Disney Channel Východ je vysílání v Rumunsku, Bulharsku, Slovinsku, Ukrajině, Rusku, Srbsku a Moldávii.

## Dostupnost
- Disney Channel Rumunsko je dostupné v Rumunsku a Moldávii a Disney Channel Bulharsko je dostupné Bulharsku. Tyto dva kanály vysílají stejný obsah ve stejnou dobu akorát s rozdílnými audio stopami.
- Disney Channel Česká republika je dostupné v Česku a na Slovensku a Disney Channel Maďarsko je dostupné v Maďarsku. Tyto dva kanály vysílají stejný obsah ve stejnou dobu akorát s rozdílnými audio stopami.